# Kurija Ratkovec
Kurija Ratkovec je rimokatolička građevina u mjestu Ratkovec, gradu Zlataru, zaštićeno kulturno dobro.

## Opis dobra
Kuriju je krajem 18. ili početkom 19. st. podigla obitelj Jelačić na svom imanju Ratkovec, uz cestu između Zlatara i Martinščine. Jednokatna kompaktna građevina ima tlocrt u obliku zbijenog slova „L“ s nesimetričnim rasporedom prostorija prizemlja i kata. Sva su pročelja dekorirana plitkim razdjelnim trakama, a ispod prozorskih okvira izvedeni su stilizirani tekstilni motivi s obješenim resama. Glavno peteroosno pročelje ima ulaz u središnjoj osi, a na katu mali balkon. Zabatna pročelja imaju dodatni prozor i po dva okulusa u zoni tavana. Ističe se svojim skladnim volumenom, barokno artikuliranim pročeljima te očuvanim izvornim prostornim konceptom i elementima konstrukcije.

## Zaštita
Pod oznakom Z-1903 zavedena je kao nepokretno kulturno dobro - pojedinačno, pravnog statusa zaštićena kulturnog dobra, klasificirano kao "sakralna graditeljska baština".